# 鹤见修治
鹤见修治（日语：／ Tsurumi Shūji，1938年1月29日—），日本男子竞技体操运动员。他曾获得1960年和1964年夏季奥运会体操比赛男子团体全能金牌。2008年，他入选国际体操名人堂。